# Polens Nationalstadion
Polens Nationalstadion er et stadion i Warszawa i Polen.
Stadionet skal anvendes under Europamesterskabet i fodbold 2012. Det var vært for åbningsceremonien og åbningskampen i selv samme turnering.